# 布兰迪·威尔克森
布兰迪·威尔克森（英語：Brandie Wilkerson，1992年7月1日—），加拿大女子沙滩排球运动员，2022年世界沙滩排球锦标赛女子银牌得主、2023年泛美运动会女子银牌得主、2024年夏季奥林匹克运动会女子银牌得主。